# Generalni direktorat za koordinaciju programa pomoći EU u MVPEI Crne Gore
Generalni direktorat za koordinaciju programa pomoći EU (GDKPP) je organizaciona jedinica Ministarstva vanjskih poslova i evropskih integracija Crne Gore koja koordinira sve aktivnosti koje se tiču Instrumenta pretpristupne podrške (IPA). Od 2012. godine, ovim odsjekom u svojstvu generalnog direktora rukovodi Ivana Petričević.

## Ključne aktivnosti GDKPP-a
- Koordinacija aktivnosti programiranja, nadgledanja i ocjenjivanja tehničke i finansijske podrške EU (IPA);

- Pružanje informacija i podrške relevantnim nacionalnim institucijama u cilju jačanja kapaciteta za korišćenje sredstava EU;

- Provjera da li je dokumentacija relevantnih nacionalnih institucija u okviru programiranja i praćenja sprovođenja projekata relevantna, adekvatna i prihvatljivog kvaliteta;

- Koordinacija aktivnosti u okviru prekogranične i transnacionalne saradnje podržane iz sredstava EU;

- Priprema godišnjih finansijskih sporazuma kao osnove za početak sprovođenja projekata IPA, koje potpisuje Nacionalni koordinator za Ipu (NIPAK);

- Organizovanje Nadglednog odbora za Ipu, na godišnjem nivou.

U sklopu nadležnosti GDPP-a, funkcionišu sljedeće direkcije: 

### Kancelarija za koordinaciju i horizontalna pitanja (KKHP)
KKHP pruža podršku šefu operativne strukture za komponentu IPA IIb (prekogranična saradnja sa susjednim zemljama, ne-članicama EU), što podrazumjeva koordinaciju i praćenje aktivnosti Direkcije za programe prekogranične saradnje i Sektora za finansiranje i ugovaranje sredstava EU pomoći Ministarstva finansija (CFCU). 
Pored podrške u realizaciji aktivnosti vezanih za komponentu IPA IIb, KKHP je zadužena za horizontalna pitanja, odnosno aktivnosti evaluacije, upravljanja rizicima, otklanjanja nepravilnosti, ali i promocije i vidljivosti Ipe.

### Direkcija za programiranje i nadgledanje instrumenata pretpristupne podrške EU (DPNPP)
DPNPPP koordinira procesom planiranja i korišćenja pretpristupne podrške EU u okviru Instrumenta za pretpristupnu podršku (IPA).
Programiranje pretpristupne podrške EU podrazumijeva niz aktivnosti koje rezultiraju definisanim i spremnim opisima projekata koji će biti finansirani iz instrumenta Ipe. Programiranje je zahtjevan proces koji počinje dostavljanjem projektnih ideja od strane institucija potencijalnih korisnica projekata Ipe. DPNPP, u saradnji s predstavnicima EU i institucijama korisnicama, vrši izbor projektnih ideja i njihovu dalju razradu na osnovu utvrđenih obrazaca za opise projekata, u skladu s definisanim prioritetima za podršku iz Ipe,. Finalni opisi projekata upućuju se Evropskoj komisiji na razmatranje i usvajanje.
DPNPP se, u dijelu programiranja, bavi:
Programiranjem I komponente Ipe;
Koordinacijom programiranja Višekorisničkog programa Ipe (MB IPA), u okviru koje se vrši koordinacija pripreme projekata za podršku kroz Investicioni okvir za Zapadni Balkan (WBIF);
Koordinacijom učešća Crne Gore u Programima EU;
Koordinacijom pripreme strateških dokumenata za korišćenje III, IV i V komponente Ipe.
Nadgledanje projekata u okviru programa Ipe podrazumijeva redovno praćenje procesa sprovođenja projekata u pogledu realizovanih projektnih aktivnosti i postignutih projektnih rezultata. DPNPP je zadužena za praćenje aktivnosti jedinica za sprovođenje projekata resornih ministarstava korisnika, kao i za organizovanje redovnih opštih i sektorskih odbora za praćenje sprovođenja programa i projekata.
Osim programiranja i nadgledanja, DPNPP se bavi i svakodnevnom komunikacijom s Delegacijom EU i održavanjem bliske veze korisnika projekata Ipe s Evropskom komisijom, što je zapravo jedna od glavnih funkcija Nacionalnog koordinatora za Ipu (NIPAK).

### Direkcija za programe prekogranične saradnje (CBC)
Direkcija za programe prekogranične saradnje (CBC) je zadužena za koordinaciju aktivnosti vezanih za učešće Crne Gore u prekograničnim i transnacionalnim programima saradnje finansiranim od strane EU u okviru Instrumenta pretpristupne podrške (IPA), komponente II – Regionalna i prekogranična saradnja. Ova koordinacija obuhvata: pripremu osnovnih programskih dokumenata, promociju programa i pružanje podrške potencijalnim aplikantima, pripremu poziva za dostavljanje projektnih prijedloga i učešće u izboru projekata koji će biti finansirani, kao i praćenje i izvještavanje o prekograničnim programima saradnje i projektima koji se sprovode u okviru njih.
Direkcija je organizovana u dva odsjeka: 

#### Odsjek za saradnju sa državama članicama EU
Odsjek za saradnju sa državama članicama EU koordinira učešće Crne Gore u tri programa u kojima, pored zemalja kandidata i potencijalnih kandidata, učestvuju i zemlje članice EU: IPA Jadranskom programu saradnje (Adriatic), Programu saradnje Jugoistočne Evrope (SEE) i Mediteranskom transnacionalnom programu (MED). Odsjek učestvuje u radu zajedničkih tijela programa i pripremi programskih dokumenata, organizuje informativne aktivnosti u cilju promocije programa u Crnoj Gori, pruža podršku potencijalnim aplikantima prije i nakon objave poziva za projekte, učestvuje u izboru projekata koji će biti finansirani i prati njihovo sprovođenje.

#### Odsjek za saradnju sa državama ne-članicama EU
Odsjek za saradnju sa državama ne članicama EU koordinira učešće Crne Gore u bilateralnim programima sa zemljama susjedima (sa Albanijom, Bosnom i Hercegovinom, Hrvatskom, Srbijom i Kosovom). Odsjek učestvuje u izradi programa i radu zajedničkih programskih struktura, vrši redovnu promociju prekograničnih programa i mogućnosti za učešće u prekograničnim projektima, učestvuje u pripremi poziva za dostavljanje projektnih prijedloga i izboru projekata za finansiranje, pruža podršku potencijalnim aplikantima prije i nakon objave poziva za projekte, kao i korisnicima sredstava koji sprovode projekte i prati i izvještava o sprovođenju prekograničnih projekata i programa.
Sve ove aktivnosti Direkcija za programe prekogranične saradnje vrši u stalnoj saradnji sa Delegacijom EU u Crnoj Gori.